# Hilario C. Salas
Hilario C. Salas fue uno de los grandes precursores de la Revolución Mexicana, nació en Santiago Chazumba, Oaxaca el 3 de noviembre de 1871 y murió el 21 de febrero de 1914. 

## Biografía
Sus padres fueron don Eustaquio Salas y doña Atanasia Rivera. Hilario Carlos de Jesús Salas Rivera hizo sus estudios en Chazumba, una comunidad mixteca de Huajuapan de León y luego en Tlaxiaco. A los 18 años quedó huérfano, trasladándose a Orizaba en busca de trabajo en distintos oficios. En 1896 se casó con Paula López,

## Afiliacion al partido de Flores Magón
Realizó a partir de entonces numerosos viajes a la Ciudad de México, donde conoció a Ricardo Flores Magón y otros liberales, con los que se identificó. A fines de 1904 se trasladó a Coatzacoalcos, Veracruz y se relacionó con los indígenas popolucas de Soteapan y Acayucan, en 1905 fue nombrado como delegado de la Junta Organizadora del Partido Liberal Mexicano en Veracruz y Tabasco, junto con Cándido Donato Padua.
Tras la Huelga de Cananea y la publicación del Programa del Partido Liberal Mexicano, Salas hizo proselitismo para levantarse en armas contra la dictadura de Porfirio Díaz y se unió a los movimientos previos a la Revolución Mexicana en centros obreros de la zona industrial textil y también invitó en popoluca (una lengua indígena de México) a la rebelión a los habitantes de las comunidades indígenas de la sierra de Soteapan que habían sido despojados de sus terrenos ymuchos de ellos asesinados. 

## Rebelión de Acayucan
Participó en la organización de la Rebelión de Acayucan el 30 de septiembre de 1906 que enfrentó al ejército porfirista por varios días y en la que resultó herido durante el asalto al Palacio Municipal de Acayucan. Cuando la rebelión en Acayucan fue sofocada por las fuerzas de Porfirio Díaz, Salas llevó el mensaje de rebelión a los estados de Puebla, Tlaxcala y Oaxaca. Estuvo involucrado en la Huelga de Río Blanco que en enero de 1907 también fue reprimida por el ejército, y en la sierra de Soteapan reorganiza una guerra de guerrillas que combate hasta 1911.

## Promotor de ideas liberales
Recorrió pueblos del sur de Veracruz, Puebla y Tlaxcala, escribió artículos anti porfiristas en los periódicos Regeneración y México Nuevo, estableció acuerdos y pactos de unión con otros jefes liberales, así como también emitió manifiestos al pueblo de México para explicar la situación nacional e invitarlo a una rebelión armada. Fue un gran promotor de las ideas de justicia y libertad. Luchó en los tribunales por los derechos agrarios. Madero lo invitó a participar con él en la Revolución de 1910.
En febrero de 1911, Salas fue encarcelado en la Ciudad de México por órdenes de Francisco I. Madero, cuando Hilario protestó porque Madero no atendía los problemas de los campesinos. Cuando Victoriano Huerta asume la presidencia después del asesinato de Madero en 1913, Salas regresa a Veracruz y combate contra las fuerzas de Huerta.
Hilario C. Salas no peleó grandes batallas con las armas, más bien él era un pensador, un promotor de las ideas liberales, un defensor del campesinado y los obreros, sus principales armas eran las ideas de libertad, justicia y democracia. Creía que la fuerza de un país radica en la unión de su pueblo. Por eso siempre propuso la unión de todos los ciudadanos y de todos los grupos sociales para que pudieran defender sus derechos.

## Muerte
Para sostener sus acciones de guerra tomaban recursos del campo, así que los sembradíos de caña, café y frutales eran muy codiciados. Esto ocasionó que Pedro Carvajal planeara la muerte a traición de Hilario. Y el 21 de febrero de 1914 fue asesinado en una emboscada. Fue sepultado en San Pedro Soteapan, y tiempo después en 1935 se le construyó un monumento en Xalapa, Veracruz como unos de los precursores de la Revolución Mexicana.

## Datos históricos
- Nombre completo: Hilario Carlos de Jesús Salas Rivera
- Nació: 3 de nov. de 1871 en Chazumba, Oax.
- Atacó Acayucan: 30 de Sept. de 1906
- Pacto de unión con jefes liberales: 5 de Sept. de 1908
- Seudónimos de Hilario C. Salas: “K Listo” y “C Rojo”
- Salas encarcelado: 26 de febrero de 1911, celda 354, hasta mayo de 1911
- Jefe Político de Acayucan: fines de 1911
- Muerte de Hilario: 21 de feb. de 1914
- Traslado de sus restos a Jalapa: 1935, al panteón de Macuilxóchitl, Jalapa, Ver.